# Amanda Ngandu-Ntumba
Amanda Ngandu-Ntumba (24 de junio de 2000) es una deportista de Francia que compite en atletismo. Ganó una med-n en el Campeonato Europeo de Atletismo Sub-23 de 2021, en la prueba de lanzamiento de disco.